# Casa Maruny
La casa Maruny és un edifici modernista de Sant Feliu de Guíxols (Baix Empordà) catalogat com a bé cultural d'interès local.

## Història
Va ser projectada per l'arquitecte Joan Casadó i Tisans per a Josep Maruny i Puigmiquel i construït entre 1909 i 1910.

## Descripció
Edifici entre mitgeres format per planta baixa, dos pisos i golfes, amb teulada a dues vessants i carener paral·lel a la línia de façana. A la planta baixa hi ha la porta d'accés i dos balcons ampitadors; el primer pis és ocupat per una tribuna amb balcons laterals, el segon pis té una terrassa central amb balcó i dues finestres a banda i banda, i al tercer pis hi ha un conjunt de cinc finestres allindades. El coronament és amb ràfec recolzat en cartel·les de fusta. És remarcable la decoració floral de la façana, especialment a les motllures en relleu de les obertures i a les baranes dels balcons. A la porta d'accés hi ha esculpides testes d'una dona i d'un home, i a les finestres hi ha figures d'aus.